# Каулиц (индейская резервация)
Каулиц (англ. Cowlitz Reservation) — индейская резервация племени каулиц, расположенная на Северо-Западе США в юго-западной части штата Вашингтон.

## История
Племя каулиц — это коренное население Тихоокеанского побережья Северо-Запада США. Индейское племя каулиц было признано на федеральном уровне 14 февраля 2000 года, в 2002 году их признание было подтверждено. В 2010 году была создана резервация Каулиц.

## География
Резервация расположена в северо-западной части округа Кларк, к северо-востоку от города Риджфилд. Общая площадь резервации составляет 0,68 км². Штаб-квартира племени находится в городе Лонгвью.

## Демография
В 2019 году население в резервации отсутствовало, фактически, резервация является местом расположения администрации племенного правительства, а не жилым районом.

## Комментарии
1. ↑  Сам город не входит в состав резервации, а является лишь штаб-квартирой племени.